# رویداد آسمانی

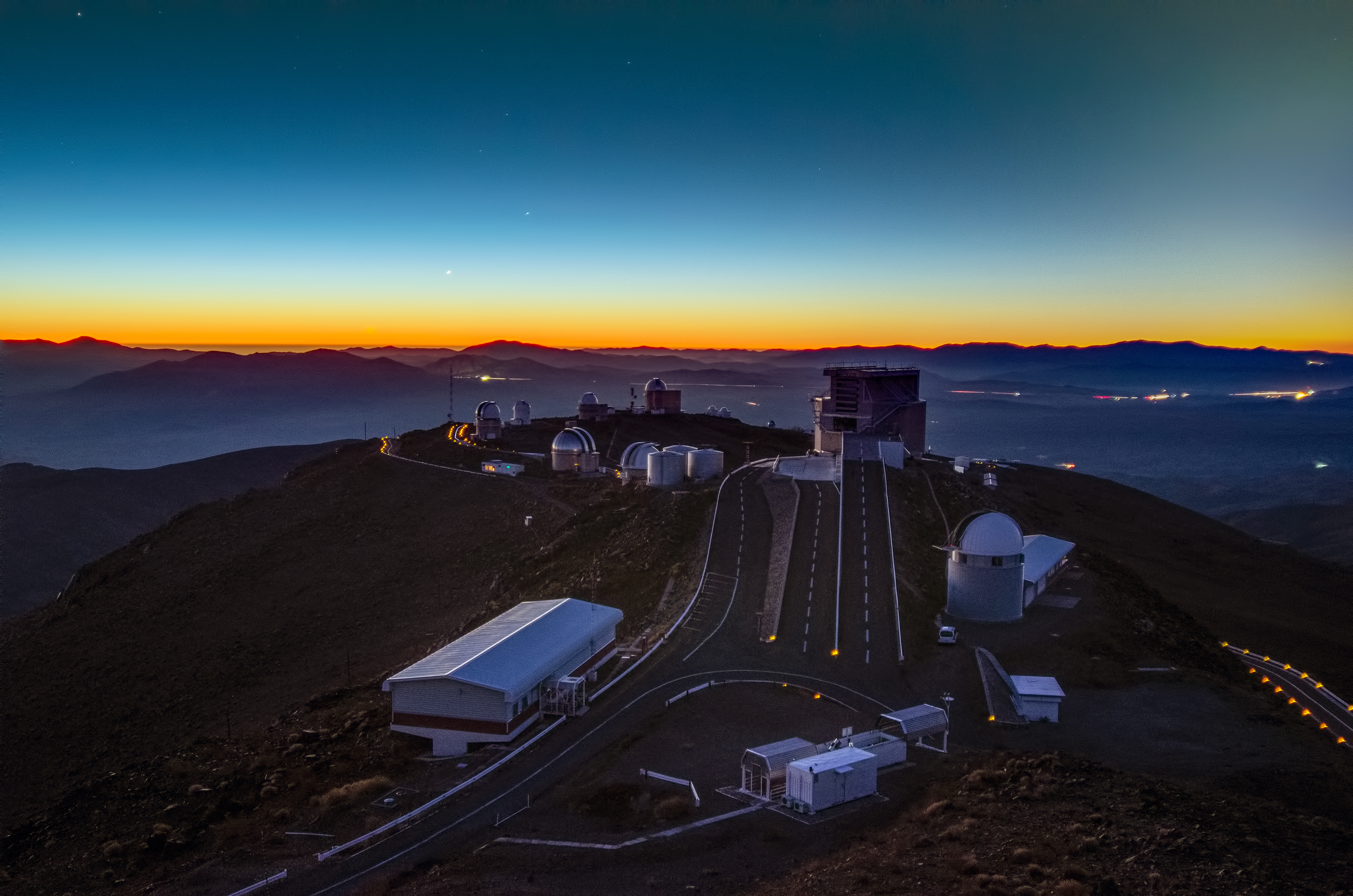
به خط شدگی سه سیاره در بالای رصدخانه لاسیا

رویداد آسمانی یک پدیده اخترشناسی است که یک یا چند جرم آسمانی را در بر می‌گیرد. نمونه‌های آن گام‌های ماه، خورشیدگرفتگی، ماه‌گرفتگی، گذر، اختفا، مقابله سیاره‌ای، مقارنه، بارش شهابی، و پرواز دنباله‌دار هستند.